# La banda Baader Meinhof
La banda Baader Meinhof (Der Baader Meinhof Komplex) è un film del 2008 diretto da Uli Edel.
Il film racconta la storia del gruppo terroristico che ha insanguinato la Germania Federale tra il 1967 e il 1977; è stato presentato fuori concorso al Festival Internazionale del Film di Roma 2008 ed è stato candidato ai Premi Oscar 2009 come miglior film straniero e ai Golden Globe 2009 come miglior film straniero.

## Trama
Germania Ovest, 1967: i primi movimenti studenteschi sessantottini iniziano a mobilitarsi, dapprima contro i rapporti che la Repubblica Federale intrattiene con il regime iraniano di Mohammad Reza Pahlavi (durante una di queste proteste, viene ucciso lo studente Benno Ohnesorg), e successivamente, con maggiore intensità, contro gli Stati Uniti d'America, a causa della guerra del Vietnam, ricalcando quindi le contestazioni che stanno nascendo in tutto il mondo.

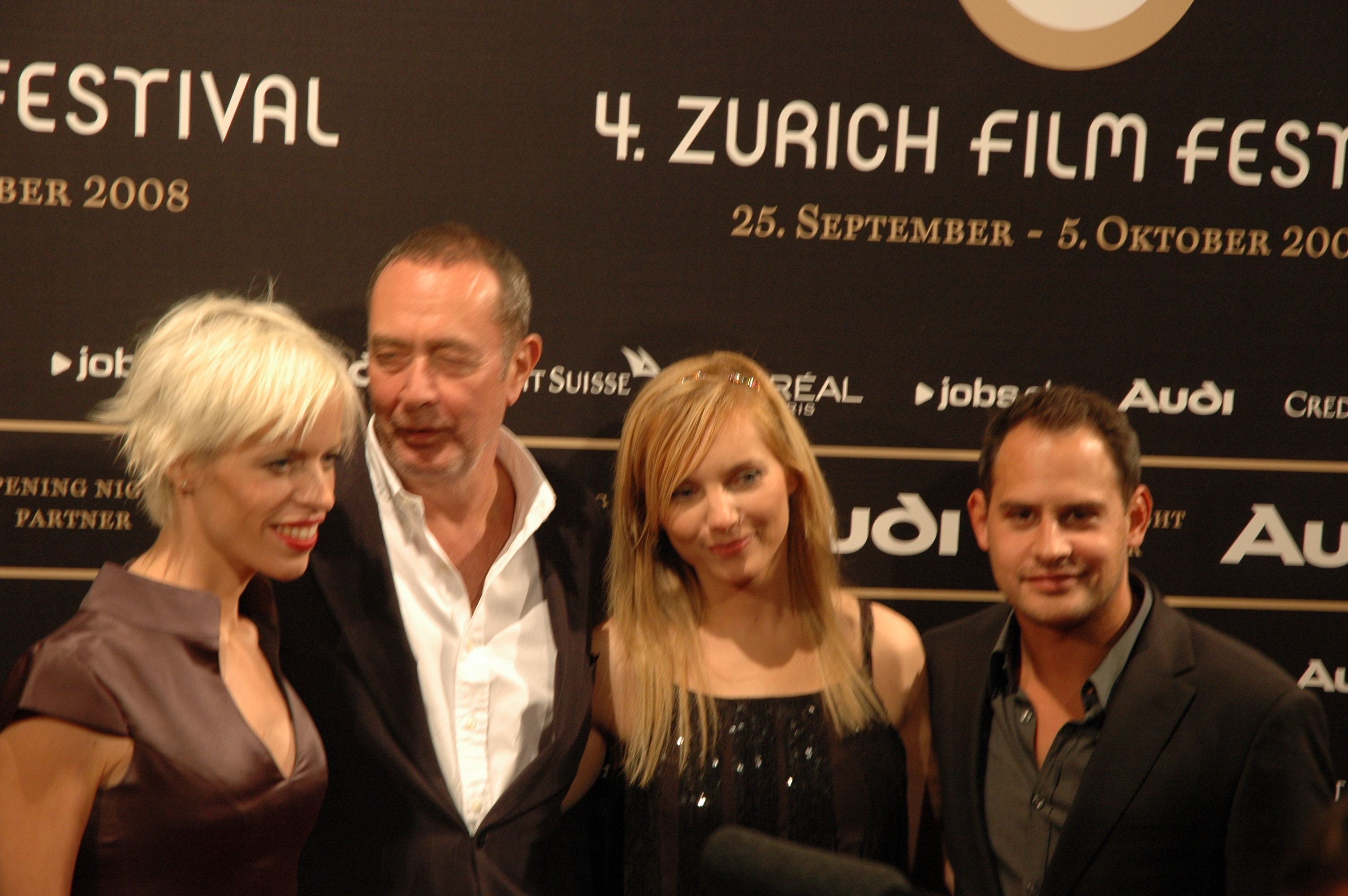
Bernd Eichinger, Nadja Uhl e Moritz Bleibtreu al Festival cinematografico di Zurigo del 2008

I gruppi giovanili, non ancora organizzati ma desiderosi di allargare la loro protesta, iniziano a mobilitarsi, e uno dei primi atti, compiuto a seguito del tentativo di omicidio di Rudi Dutschke, uno dei leader della protesta, da parte di uno squilibrato con simpatie di estrema destra, è un attentato incendiario realizzato in un grande magazzino da Andreas Baader e da Gudrun Ensslin, quest'ultima figlia di un pastore evangelico, la quale, durante l'udienza a seguito del suo arresto, si assume pubblicamente la responsabilità dell'attentato, giustificandolo con la necessità di passare all'azione per mobilitare le masse.
Anche Baader viene arrestato mentre al gruppo, che comincia ad allargarsi, si uniscono Ulrike Meinhof, un'autorevole giornalista e scrittrice, che in precedenza aveva raccolto le confidenze della Ensslin, e Peter-Jürgen Boock, un giovane evaso da un riformatorio dopo essere stato picchiato dalle guardie durante una rivolta. Tutti insieme organizzano la liberazione del compagno, ma nell'azione una delle guardie viene ferita da un colpo di pistola, costringendo il gruppo a espatriare e a darsi alla clandestinità.
Il gruppo si reca in Giordania, in un campo di addestramento per guerriglieri palestinesi di Fatah, e, una volta che i componenti sono rientrati a Berlino Ovest, inizia una serie di rapine alle banche, legittimandole come strumenti di lotta attraverso comunicati che la Meinhof inoltra alla stampa. Lentamente, accanto al consenso che la "banda" inizia ad avere in una parte dell'opinione pubblica, iniziano gli arresti degli affiliati. Le indagini dell'unità antiterrorismo, guidata da Horst Herold, stringono il cerchio intorno ai terroristi, e uno dei primi risultati è l'uccisione di Petra Schelm, avvenuta ad Amburgo il 15 luglio 1971, durante un conflitto a fuoco.
Alla compagna uccisa viene intitolata la cellula della Rote Armee Fraktion dove operano i tre fondatori e immediatamente dopo muta la strategia: iniziano una serie di attentati dinamitardi, effettuati a una caserma di marines a Francoforte e a un commissariato di polizia di Augusta. Il paese sembra avviarsi verso il caos ma gli arresti si susseguono e, nel 1972, Baader viene arrestato dopo essere stato ferito a una gamba durante uno scontro a fuoco insieme a Jan-Carl Raspe. Poco dopo anche Ulrike Meinhof e Gudrun Ensslin cadono nella rete della polizia, venendo imprigionati in tre prigioni di tre città differenti.

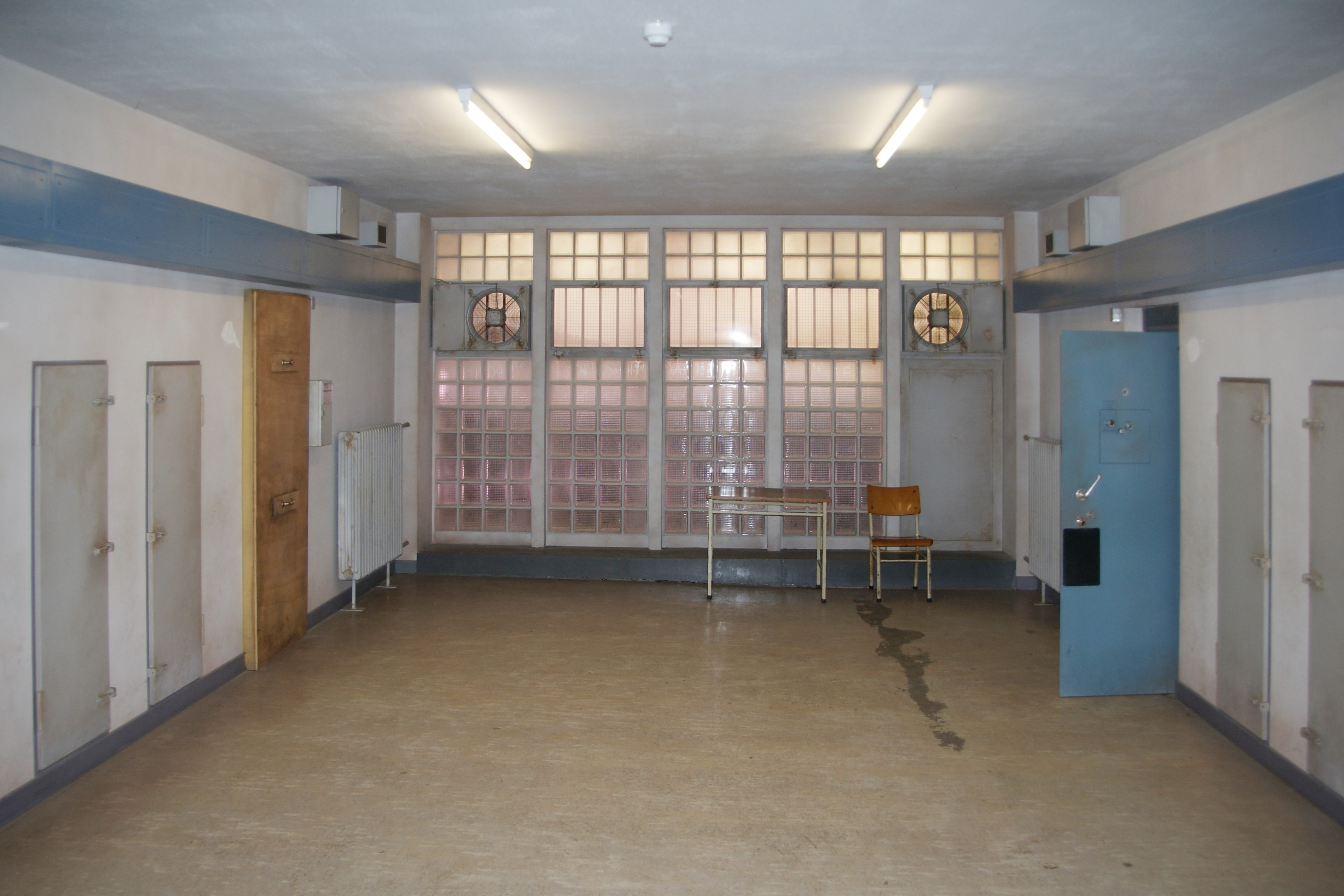
L'interno del carcere di Stammheim, ricostruito negli studi cinematografici Bavaria a Grünwald

I componenti della banda, seppure in carcere, assurgono al ruolo di "simbolo", tanto che la loro liberazione viene chiesta dal commando di Settembre Nero durante la sua azione alle Olimpiadi di Monaco. La loro protesta prosegue attraverso uno sciopero della fame per chiedere il miglioramento delle condizioni di detenzione, che, dal momento dell'arresto, è sempre stata di isolamento; durante questa protesta, uno dei componenti della banda, Holger Meins, muore di stenti nel penitenziario di Wittlich. I quattro vengono trasferiti a Stoccarda, nel carcere di Stammheim, dove sarà celebrato il processo a loro carico. Nello stesso istituto di pena viene rinchiusa per un breve periodo anche Brigitte Mohnhaupt.
Il 9 maggio 1976 Ulrike Meinhof viene trovata morta nella sua cella, ufficialmente suicidatasi impiccandosi con un asciugamano, ma l'episodio fa nascere il sospetto che possa trattarsi di un omicidio di Stato, e questo evento produce una recrudescenza delle attività terroristiche della RAF, in quel momento guidata dalla Mohnhaupt, e vengono realizzate azioni di rilevanza anche internazionale nel cosiddetto "autunno tedesco" del 1977, quali il rapimento del presidente degli industriali tedesco-occidentali ed ex ufficiale delle SS Hanns-Martin Schleyer e il dirottamento dell'aereo della compagnia Lufthansa, quest'ultimo grazie al Fronte Popolare per la Liberazione della Palestina. Lo scopo di questi atti era la liberazione dei detenuti della RAF, ma a causa del dirottamento fallito, all'interno del carcere avvenne la morte, anche questa ufficialmente per suicidio, di Andreas Baader, Gudrun Ensslin e Jan-Carl Raspe e a seguire l'uccisione di Schleyer.

## Riconoscimenti
- Camerimage 2008: Rana di bronzo (Rainer Klausmann)